# Soucron arenarium
Soucron arenarium är en spindelart som först beskrevs av James Henry Emerton 1925.  Soucron arenarium ingår i släktet Soucron och familjen täckvävarspindlar. Inga underarter finns listade i Catalogue of Life.